# Az átkozott urna (Bűbájos boszorkák)
Az Az átkozott urna a Bűbájos boszorkák című televíziós sorozat első évadjának tizenegyedik epizódja.

## Cselekmény
Egyiptom fővárosában Kairóban három fiatal férfi betör egy lakatlannak tűnő házba az éjszaka közepén. Beszélgetésükből kiderül, hogy egy urnát keresnek. Végül meg is találják a kék-arany színben pompázó hatalmas urnát, azonban valami misztikus köd kezd a tárgy körül lebegni, amit a férfiak azonban nem vesznek észre. Miután az egyik férfit, Clay-t már el is indítják az urnával San Franciscóba, arab fegyveresek érkeznek a hangok hallatára, s az egyik férfi mellett egy egyiptomi aranyos-díszes ruhába öltözött nő jelenik meg a misztikus ködből. Elmondása szerint ő az urna őrzője, s egy tarantella pókot helyez a férfi nyakára büntetésük, amiért ellopták az urnát, s közben társait is hasonló sorssal fenyegeti. Három nappal később a Halliwell házban Phoebe épp készül egyik New York-i „barátjával” találkozni, akivel korábban együtt is volt. A férfi az ajtóban várja, s Phoebe-nek egy látomása lesz arról, hogy a férfivel ágyba bújnak…
A Quake-ben Prue arról panaszkodik Pipernek, hogy Phoebe vajon miért nem mesélt Clay-ről korábban neki, így tegnap este még utánuk is nézett, mit művelnek kettesben. Piper eközben megfagyaszt egy pincérfiút, aki épp készült volna három üvegpoharat ledobni a tálcáról egy lány nézegetése hatására. Piper Prue szemöldökráncoló arckifejezésére válaszolva elmondja, hogy a pincérpáros épp most szakított egymással, 6 év együttjárás után. Doug, a pincérfiú még gyűrűt is vett a lánynak, csak nem merte odaadni neki. Piper pedig igyekszik segíteni a páron azzal, hogy megfagyasztja Doug-ot, akárhányszor eltörne valamit. Prue pedig eközben elindul a Bucklandsbe, hiszen Rex és Hannah „távozását” követően valahogyan helyre kell rázni az aukciós házat. Clay eközben egy helyi parkban beszámol Phoebe-nek egyiptomi élményeiről, majd a lezárult kapcsolatukra terelődik a szó, de Phoebe nem igazán akar róla beszélni, mert még mindig rossz emlékek jutnak róla eszébe. Arra a kérdésére, Clay valójában miért kereste fel őt, a férfi őszintén azt válaszolja, hogy azt akarja, kérje meg Prue-t, hogy adjon el egy bazárban beszerzett urnát az egyik árverésen, mert hatalmas galibába került. Prue-t az irodában egy Claire Pryce nevezetű nőszemély várja, aki elmondása szerint egy banki alkalmazott, s azt hivatott elrendezni, hogy mi lesz a Buckland jövője. Tervei szerint egy a következő napon tartandó aukción legalább 1 000 000 dollár értékben kell tárgyakat eladni, különben az aukciós ház bezárja kapuit. Az érkező Phoebe-Clay páros eközben elhozza Prue-nak azt az urnát, amit Clay és barátai egyiptomban elloptak a magánházból. Clay úgy tünteti fel, mintha bazárban vette volna, s megkérik arra Prue-t, tekintsen el a tárgy előtörténetének tanulmányozásától, s adja el mihamarább az urnát. Az aukciós ház előtt a páros összetalálkozik Palmerrel, Clay egyik cinkostársával, aki egy találkozót beszél meg a férfivel, Phoebe felettébb furcsának találja a figurát. Aznap este a pókcsípésben elhunyt barátjuk koporsóját meghozza a repülőgép, s Palmer épp ellenőrzi, hogy biztonságosan megérkezett-e Amerikába, a koporsón azonban feltűnik egy vészjósló jel: az urna kék-arany figurája, mely egy gomolygó ködben az urna őrzőjévé alakul, aki bosszúra éhesen villogtatja szemeit…
Mialatt Prue Pipernek panaszkodik arról, mennyire nem bízik Clay-ben, a házban Phoebe és az urnarabló Clay a kandallótűz mellett kínai ételt esznek, s eközben jól elandalognak a New Yorkban töltött közös időszakon. Egy rövid csókra is sor kerül, amit azonban az elővigyázatos Phoebe félbeszakít. Épp időben, ugyanis másodpercekkel később betoppan Prue. Clay elbúcsúzik Phoebe-től, de még előtte megkérdezni Prue-t, hogy áll az urnával. A legidősebb testvér elmondása szerint a másnap megrendezendő aukció listájára már felhelyezték az urnát, de a kikiáltási ár megállapításához szükséges adatokra továbbra is várakozik. A két lány a padlásról hallott hatalmas puffanás hallatára felsiet a lépcsőkön. Piper készített egy igézetet Doug, az ügyetlen pincér számára, s az igézettől azt várja, valahogyan felturbózza a fiú önbizalmát, így akár Shelly-vel újra összejöhetnének. Másnap az aukciós házban az aukció már javában folyik, amikor Claire egy olyan dokumentumot ad át Prue-nak, amely szerint az urna lopott. Erejével Prue rögtön kicseréli az urna címkéjét egy másik eladásra kínált régiség címkéjével, az urnát pedig az irodájába viszi. Itt azonban Clay barátja, Palmer várja a sarokban elbújva, s kérdőre vonja, hogy a nő miért nem hagyta az aukción az urnát. A cseles lány erejével megmozgatja az urnát, mire az az asztalon végigcsúszik, s az ijedt Palmer végül fejvesztve rohan ki az irodából. Phoebe és Piper az utcán sétálva beszélgetnek arról, milyen is volt Phoebe-nek a Clay-jel eltöltött időszak. Phoebe arról kérdezi kisebbik nővérét, vajon van-e értelme második esélyt adni, ugyanis Clay New Yorkban igen rossz társaságba keveredett, viszont Phoebe nem akar 60 éves koráig egyedülálló lenni. A Quake-ben a testvérpár azonban fura jelenetet lát maga előtt: Doug koktélokat mixel és a bárpultnál hemzsegő nőkkel beszélget negédesen, mire kiderül Phoebe számára, hogy Piper túlságosan is sok hozzávalót alkalmazott az igézet elkészítésénél, így tulajdonképpen egy önimádó, abszolút magabiztos szörny-Doug-ot hozott létre. Palmer hiába ér vissza ezalatt saját ideiglenes lakásába, az urna őrzője már várja őt az ajtóra rátapadt szimbólum formájában. Az aranyékszerekkel teli nő végül egy skorpiót helyez Palmer nyakára, amitől végül meghal. Phoebe és Clay szórakozni indulnának, de ruhaválogatás közben Phoebe-t rabul ejti Clay vad csókja, s végül az ágyban kötnek ki. A feldúltan hazaérkező Prue-t Piper-nek már nincs ideje informálni, hogy nem igazán kéne kopogás nélkül benyitnia Phoebe szobájába, így Prue ezt meg is teszi, de aztán kínos helyzetben érezve magát visszacsukja az ajtót, Phoebe viszont már ki is kel az ágyból, hogy jól beolvasson nővérének…
Miután Clay elhagyja a házat, Phoebe elkezd Prue-val pörölni, s akkor sem nyugszik le, amikor nővére kezébe nyomja a Claire-től kapott tanúsítványt az urna lopott állapotáról. Phoebe azonban nagyon nehezen hiszi el, hogy Clay valóban nem változott semmit, s annak ellenére, hogy Prue - miután beszámolt testvéreinek az urna átkának történetéről, mely szerint bárki, aki ellopja az urnát, halállal végzi - győzködi arról, hogy az emberek nem változnak meg, biztos abban, hogy Clay nem tenné ki ekkora veszélynek Phoebe-t. Másnap reggel a rendőrség holtan találja Palmert a lakásán, s az igazságügyi orvosszakértő meg is állapítja, hogy a halált egy skorpiófullánk okozta, emellett megtalálják nála Prue névjegykártyáját, így Andy már indul is a Buckland-be. Clay épp látogatóba jönne Palmer-hez, de megrettenve veszi tudomásul, hogy másik barátja is életét vesztette. Claire és Prue számításai alapján az előző napi aukció hozott annyit az aukciós ház konyhájára, hogy nem adósodik el a közeljövőben. Ezután Andy érkezik meg, s beszámol arról, hogy megtalálták egy Palmer nevű férfinál a névjegykártyáját, aki nemrégiben halt meg skorpiócsípésben. A nyomozó emellett közli Prue-val, hogy attól, hogy már nem járnak együtt, továbbra is számíthat a segítségére, ha bármi közbejön. Clay nagyban pakolászik, mikor Phobe dúlva-fúlva bekopog a lakására. A férfi bevallja, hogy valóban ellopta az urnát, de arról fogalma sem volt, hogy átok ül rajta, azonban hiába mentegetőzik: Phoebe továbbra is hazugnak tartja, s erről be is számol Piper-nek a Quake-ben, aki időközben megszakította az igézetet, így Doug továbbra is ötpercenként összetör egy-egy poharat vagy edényt. Phoebe nagyon el van keseredve, hogy Clay csak kihasználta őt, viszont tisztában van azzal, hogy ő mindig is a zűrös férfiakhoz vonzódott, ennek viszont ára van.

## Szereplők

### Állandó szereplők
- Prue Halliwell szerepében Shannen Doherty
- Piper Halliwell szerepében Holly Marie Combs
- Phoebe Halliwell szerepében Alyssa Milano
- Andy Trudeau szerepében T. W. King

### Mellékszereplők
- Claire Pryce (Buckland ideiglenes vezetője) szerepében Cristine Rose

### Epizódszereplők
Clay(Phoebe barátja)szerepében Victor Browne

## Apróságok
- Ez az első epizód,
- Az epizódban a következő dal hangzik el:

## Az epizód címe más nyelveken
- spanyol:
- francia:
- olasz:
- portugál: